# Vendula Hluchá
Vendula Hluchá (* 18. Februar 1997) ist eine tschechische Leichtathletin, die sich auf den Mittelstreckenlauf spezialisiert hat.

## Sportliche Laufbahn
Erste internationale Erfahrungen sammelte Vendula Hluchá im Jahr 2015, als sie bei den Junioreneuropameisterschaften in Eskilstuna im 800-Meter-Lauf mit 2:09,38 min in der ersten Runde ausschied, wie auch bei den U20-Weltmeisterschaften im Jahr darauf in Bydgoszcz mit 2:09,64 min. 2017 nahm sie an den U23-Europameisterschaften ebendort teil und scheiterte auch dort mit 2:08,21 min im Vorlauf. Zwei Jahre darauf belegte sie bei den U23-Europameisterschaften in Gävle in 2:09,34 min den achten Platz. 2021 schied sie dann bei den Halleneuropameisterschaften in Toruń mit Saisonbestleistung von 2:04,85 min in der Vorrunde aus.
2020 wurde Hluchá tschechische Meisterin im 800-Meter-Lauf.

## Persönliche Bestzeiten
- 800 Meter: 2:03,95 min, 3. Juni 2019 in Prag
  - 800 Meter (Halle): 2:04,85 min, 1. Februar 2020 in Wien